# Lijst van nummer 1-hits in de Nederlandse Top 40 in 1970
Deze hits stonden in 1970 op nummer 1 in de Nederlandse Top 40.
| Nummer | Datum        | Artiest                             | Titel                          |
| ------ | ------------ | ----------------------------------- | ------------------------------ |
| 73     | 3 januari    | The Cats                            | Marian                         |
|        | 10 januari   | The Cats                            | Marian                         |
|        | 17 januari   | The Cats                            | Marian                         |
| 74     | 24 januari   | Shocking Blue                       | Mighty Joe                     |
|        | 31 januari   | Shocking Blue                       | Mighty Joe                     |
| 75     | 7 februari   | D.C. Lewis                          | Mijn gebed                     |
|        | 14 februari  | D.C. Lewis                          | Mijn gebed                     |
|        | 21 februari  | D.C. Lewis                          | Mijn gebed                     |
|        | 28 februari  | D.C. Lewis                          | Mijn gebed                     |
| 76     | 7 maart      | Creedence Clearwater Revival        | Who'll stop the rain           |
|        | 14 maart     | Creedence Clearwater Revival        | Who'll stop the rain           |
| 77     | 21 maart     | The Beatles                         | Let it be                      |
| 78     | 28 maart     | Melanie & The Edwin Hawkins Singers | Lay down (Candles in the rain) |
|        | 4 april      | Melanie & The Edwin Hawkins Singers | Lay down (Candles in the rain) |
| 79     | 11 april     | Simon & Garfunkel                   | El condor pasa                 |
|        | 18 april     | Simon & Garfunkel                   | El condor pasa                 |
|        | 25 april     | Simon & Garfunkel                   | El condor pasa                 |
|        | 2 mei        | Simon & Garfunkel                   | El condor pasa                 |
|        | 9 mei        | Simon & Garfunkel                   | El condor pasa                 |
|        | 16 mei       | Simon & Garfunkel                   | El condor pasa                 |
|        | 23 mei       | Simon & Garfunkel                   | El condor pasa                 |
| 80     | 30 mei       | Creedence Clearwater Revival        | Up around the bend             |
|        | 6 juni       | Creedence Clearwater Revival        | Up around the bend             |
| 81     | 13 juni      | The Moody Blues                     | Question                       |
|        | 20 juni      | The Moody Blues                     | Question                       |
| 82     | 27 juni      | Shocking Blue                       | Never marry a railroad man     |
|        | 4 juli       | Shocking Blue                       | Never marry a railroad man     |
| 83     | 11 juli      | Mungo Jerry                         | In the summertime              |
|        | 18 juli      | Mungo Jerry                         | In the summertime              |
|        | 25 juli      | Mungo Jerry                         | In the summertime              |
|        | 1 augustus   | Mungo Jerry                         | In the summertime              |
|        | 8 augustus   | Mungo Jerry                         | In the summertime              |
|        | 15 augustus  | Mungo Jerry                         | In the summertime              |
| 84     | 22 augustus  | Golden Earring                      | Back home                      |
|        | 29 augustus  | Golden Earring                      | Back home                      |
|        | 5 september  | Golden Earring                      | Back home                      |
|        | 12 september | Golden Earring                      | Back home                      |
|        | 19 september | Golden Earring                      | Back home                      |
| 85     | 26 september | The Kinks                           | Lola                           |
|        | 3 oktober    | The Kinks                           | Lola                           |
|        | 10 oktober   | The Kinks                           | Lola                           |
| 86     | 17 oktober   | Les Humphries Singers               | To my father's house           |
|        | 24 oktober   | Les Humphries Singers               | To my father's house           |
|        | 31 oktober   | Les Humphries Singers               | To my father's house           |
|        | 7 november   | Les Humphries Singers               | To my father's house           |
|        | 14 november  | Les Humphries Singers               | To my father's house           |
|        | 21 november  | Les Humphries Singers               | To my father's house           |
| 87     | 28 november  | The Cats                            | Where have I been wrong        |
|        | 5 december   | The Cats                            | Where have I been wrong        |
| 88     | 12 december  | Tee Set                             | She likes weeds                |
|        | 19 december  | Tee Set                             | She likes weeds                |
|        | 26 december  | Tee Set                             | She likes weeds                |